# 9230 Yasuda
9230 Yasuda è un asteroide della fascia principale. Scoperto nel 1996, presenta un'orbita caratterizzata da un semiasse maggiore pari a 3,0933872 UA e da un'eccentricità di 0,1864532, inclinata di 2,32825° rispetto all'eclittica.